# Cissus xerophila
Cissus xerophila är en vinväxtart som beskrevs av Lombardi. Cissus xerophila ingår i släktet Cissus och familjen vinväxter. Inga underarter finns listade i Catalogue of Life.